# Dama de Galera
Galera es una localidad española situada en la provincia de Granada, correspondiente a la antigua Tútugi. Junto al casco urbano de Galera se encuentra el oppidum de Tútugi en el Cerro del Real, asociada a este poblado se encuentra la Necrópolis Ibérica de Tútugi, en la que hay documentadas más de 130 sepulturas muy monumentales. El tipo más frecuente de sepultura es el que consta de una cámara rectangular, cubierta por un túmulo circular, a la que se llega a través de un largo pasillo. En estas tumbas se han hallado diversos objetos, como adornos, vasos griegos e iberos, armas, piezas de ajuar y figuras de barro y de alabastro. Si sitúan entre los siglos VI y III a. C.
La dama de Galera, que muestra la imagen, fue encontrada en este yacimiento y pertenece a la tumba n.º 20 (en la zona I), del siglo V a. C. Es una figurilla fenicia del siglo VII a. C. (semejante a otra que fue hallada en Cartago, norte de África), hecha en alabastro, que probablemente represente a la diosa Astarté. La dama está sentada entre dos esfinges y sostiene un cuenco al que vierte líquido por dos agujeros que tiene en los pechos. Se aprecia en la figura influencia mesopotámica por sus formas robustas. En cambio la estilización en el traje y los cabellos denotan influencias egipcias. Debido a su carácter de objeto sagrado, pasó por varias generaciones hasta su enterramiento final como parte de un ajuar funerario.
La escultura se exhibe en el Museo Arqueológico Nacional de España, de Madrid.